# Nelson Franklin
Nelson Franklin es un actor de cine y televisión estadounidense. Es más conocido por su papel como Nick en la serie The Office. Franklin dejó su papel recurrente en esta serie para conseguir una mayor oportunidad, como miembro del reparto principal de la serie de comedia de Fox Traffic Light. En esta serie de Fox, trabaja junto a otro actor de The Office, David Denman. Actualmente se encuentra realizando la serie cómica The Millers, en el papel de Adam.

## Educación
Franklin asistió a la escuela secundaria Campbell Hall Episcopal en Studio City, California. Se graduó de la Tisch School of the Arts de la NYU, junto a compañeros como Lauren Silvi, Paige Howard y Renée Felice Smith.

## Filmografía

### Cine y televisión
| Año       | Título                             | Personaje                | Notas                             |
| --------- | ---------------------------------- | ------------------------ | --------------------------------- |
| 2005      | The Funeral                        | Harold Lafayette         | cortometraje                      |
| 2005      | Berkeley                           | Frat Prez                |                                   |
| 2006      | Like Father Like Edison            | Doyle                    | cortometraje                      |
| 2006      | Tenacious D in The Pick of Destiny | Mr. Confeld              |                                   |
| 2008      | The Schedule                       | Tom                      | Cortometraje                      |
| 2008      | Excision                           | Patient                  | Cortometraje                      |
| 2008-2009 | In2ition                           | Rick                     | Serie de televisión; 2 episodios  |
| 2008-2010 | The Office                         | Nick / Diseñador gráfico | 5 episodios                       |
| 2009      | I Love You, Man                    | Amigo de Sydney #2       |                                   |
| 2009      | Party Down                         | Steve                    | serie de televisión; 1 episodio   |
| 2009      | Dollhouse                          | Burt Styne               | serie de televisión; 2 episodios  |
| 2010      | Answer This!                       | James Koogly             |                                   |
| 2010      | Waiting for Forever                | Joe                      |                                   |
| 2010      | The Big Dog                        | Rich                     | Cortometraje                      |
| 2010      | Scott Pilgrim vs. the World        | Michael Comeau           |                                   |
| 2010      | Callers                            | Will                     |                                   |
| 2011      | The Zombie Whisperer               | David                    | Miniserie                         |
| 2011      | The Daily Habit                    | Él mismo                 | Serie de televisión               |
| 2011      | The Morning After                  | Él mismo                 | Miniserie                         |
| 2011      | Traffic Light                      | Adam                     | Papel protagónico                 |
| 2012      | Veep                               | William                  | Serie de televisión; 1episodio    |
| 2012      | New Girl                           | Robby                    | Serie de televisión; 11 episodios |
| 2013      | Arrested Development               | Cirujano plástico        | Serie de televisión; 1 episodio   |
| 2013      | The Millers                        | Adam                     | Papel principal                   |
| 2013      | Jobs                               | ?????                    |                                   |